# Громадський заказник
Громадський заказник — гідрологічний заказник місцевого значення. Об'єкт розташований на території Звенигородського району Черкаської області, В адмінмежах Боровиківської сільської ради.
Площа — 4,6 га, статус отриманий у 2009 році.